# Waldorfska šola
Waldorfska šola je zasebna ustanova, ki se ukvarja z izobrazbo mladih od vrtca do konca gimnazije. Njen začetnik je avstrijski filozof, znanstvenik in umetnik Rudolf Steiner v Nemčiji, danes pa jo najdemo skoraj po vsem svetu. Glavne posebnosti Waldorfske šole so, da razvija celotno osebnost učenca, ne le znanja, pusti, da učenec znanje prespi in osebnejši pristop.

## Zgodovina
Waldorfska šola se je porodila iz prijateljstva med Rudolfom Steinerjem in lastnikom tovarne cigaret Waldorf-Astoria, Emilom Moltom. Pobuda je prišla z Moltove strani: otrokom svojih delavcev je želel omogočiti izobraževanje, ki jim bo zagotovilo neodvisno razmišljanje, ustvarjalnost in odgovornost do družbe. Dr. Steiner je z veseljem sprejel pobudo in leta 1919 je bila v Stuttgartu ustanovljena prva Steiner-Waldorfska šola. Sedaj je takih šol več kot 850.  

## Razrednik
Posebno mesto na osnovni šoli ima razrednik, ki praviloma uči vsak dan prvi dve uri svoj razred. To mu omogoča, da lahko spremlja osebnostni in učni razvoj posameznikov v razredu. Razrednik uči isti razred vseh 9 let in poučuje večino predmetov.

## Način poučevanja
Način poučevanja naj bi bil umetniški. Waldorfska pedagogika poudarja, da je mogoče vsak predmet poučevati na t.i. umetniški način. Na ta način naj bi bilo učenje bolj učinkovito. Njihov moto je "naša pedagogika je pedagogika za glavo, roke in srce".
Pri urniku šolanja upoštevajo ritem dneva in noči. To pomeni, da je vsako novo učno snov potrebno prespati, saj naj bi bil tako proces pomnjenja bolj učinkovit. Naslednji dan se snov ponovi, pri čemer naj bi učenci pozabili nesmiselne informacije in vsrkali samo najpomembnejše in najpotrebnejše znanje. Pravilen ritem naj bi prihranil tudi moči.
Velik poudarek dajejo tudi na razvoj stika do narave in do ustreznega razvoja medčloveških odnosov. Na Waldorfski šoli dajejo velik poudarek na vzgojo človeka in ne le zgolj izobraževanje. Pomembno jim je ustvariti "celovitega človeka in ne zgolj izobraženca". Današnje probleme rešujejo z gledališkimi igrami, kjer igrajo oz. sodelujejo prav vsi otroci v razredu, s tedenskimi šolami v naravi, kjer se otroci lahko zares povežejo drug z drugim, z nastopi celega razreda na šolskih praznikih.
Na Waldorfski šoli imajo tudi poseben ideal učitelja. Ta naj bi bil dinamičen, saj je pomembno, da se razvija skupaj z otroki. Otroci naj bi rabili učitelje s svežim duševnim razpoloženjem, take, ki imajo radi otroke in radi poučujejo. 

## Osnovna šola
Prvi razred ima pouk samo do 12.25, s tem, da traja odmor 1 uro in 5 minut. Glavna ura traja 1 uro in pol. Od 2. do 4. razreda traja glavna ura 2 uri, 1 uro in 10 minut imajo odmora, nato pa še 3 ure pouka do 13.35. Od 5. do 9. razreda traja pouk do 16.30. V glavnih urah poučujejo predmete, kot sta matematika in slovenščina. 3 do 5 tednov se v glavnih urah poučuje isti predmet, učitelj lahko spreminja in prilagaja program glede na potrebe posameznega razreda. 

## Gimnazija
Program Waldorfske gimnazije traja 4 ali 5 let. Po 4 letih dosega znanje maturitetni standard in takrat se lahko dijak odloči, ali gre na maturo, ali pa nadaljuje šolanje še 1 leto in utrdi znanje. Pouk poteka samo dopoldne, v vsakem razredu pa je po en oddelek. Letniki so predstavljeni kot razredi od 9. do 12. (1. do 4. letnik) ter 13. razred oz. maturitetni tečaj. Pouk predmetov kot so slovenščina, matematika, fizika, zgodovina, geografija, kemija, biologija, umetnostna zgodovina, poteka v učnih obdobjih, ki trajajo od dva do štiri tedne. V tem času se dijaki vsak dan srečajo s tem predmetom pri glavni uri, ki je prva jutranja ura in traja 120 minut. 
Pri tujem jeziku se razred deli na dve skupini, in sicer na tiste, ki se jezika šele začenjajo učiti, ter na tiste, ki imajo osnove že izdelane. Tako je pri angleščini in nemščini. Umetniški in rokodelski predmeti so razdeljeni na 2 ali 3 skupine. 
Posebnost Waldorfske šole so praktikumi, kar pomeni, da imajo delo na prostem. V 9. razredu obiščejo na kmetijo, v 10. se ukvarjajo z geodetskimi storitvami, v 11. imajo delo v ustanovi, ki se ukvarja s socialnim delom (bolnišnica, dom za ostarele). V 12. letniku se dijaki sami odločijo za projektno delo, o katerem dogovorijo z mentorjem in ga nato izvedejo. Pri pouku sodelujejo tudi tuji predavatelji. 
Druge dejavnosti: gledališke igre in koncerti, zbor in orkester, abonma (obisk je obvezen), izmenjava dijakov in sodelovanje s šolami v tujini. Preverjanja in ocenjevanja znanja potekajo po "Pravilniku o preverjanju in ocenjevanju znanja v gimnazijah", ki ga je izdalo Ministrstvo za šolstvo, znanost in šport. Posebnost je, da je ocenjevanje vsa leta opisno, ker naj bi učitelj zgolj spremljal otroka z različnih vidikov. Šola naj ne bi temeljila na strahu. Pravijo, da "ne postavimo okvira znanja in ne ocenjujemo človeka po tem, koliko sodi v ta okvir. V otrocih iščemo potenciale in jih skušamo čim bolj razviti".

## Slabe lastnosti
Očitki waldorfski šoli so predvsem pomanjkljivo znanje, elitizem in slaba socialna prilagojenost.